# Кампо (Калвадос)
Кампо (фр. Campeaux) насеље је и општина у северној Француској у региону Доња Нормандија, у департману Калвадос која припада префектури Вир.
По подацима из 2011. године у општини је живело 570 становника, а густина насељености је износила 67,62 становника/km². Општина се простире на површини од 8,43 km². Налази се на средњој надморској висини од 178 метара (максималној 252 m, а минималној 64 m).

## Демографија
| 1962. | 1968. | 1975. | 1982. | 1990. | 1999. | 2011. |
| ----- | ----- | ----- | ----- | ----- | ----- | ----- |
| 536   | 556   | 483   | 456   | 506   | 501   | 570   |

График промене броја становника у току последњих година